# Anthurium coleomischum
Anthurium coleomischum là một loài thực vật có hoa trong họ Ráy (Araceae). Loài này được Gilli miêu tả khoa học đầu tiên năm 1983.